# Marco Cassio Sceva
Marco Cassio Sceva (in latino Marcus Cassius Scaeva; I secolo a.C. – I secolo a.C.) è stato un militare romano. Servì nelle legioni di Gaio Giulio Cesare, come riportato da lui stesso nel De bello civili, durante la Guerra civile romana (49-45 a.C.).

## Servizio militare
Cassio Sceva era un centurione della Legio VI di Cesare. Combatté nel 48 a.C. nella battaglia di Dyrrhachium, attuale Albania. Come racconta Cesare, la sua legione, posta a difesa di un forte, durante il duro scontro perse un'intera coorte; tuttavia, i soldati romani diedero prova di grande coraggio e abnegazione. Quando infatti Cesare arrivò, i legionari, come prova del loro valore, mostrarono circa 3000 frecce che i nemici avevano scagliato loro contro; in particolare spiccò il merito di Cassio Sceva, sul cui scudo furono trovati ben 120 fori. Cesare, per il suo eroismo che aveva permesso di salvare il fortino, gli donò 200mila sesterzi e lo promosse da centurione dell'VIII centuria a centurione primus pilus, ovvero capo di tutti i centurioni della legione; diede poi alla coorte, come premio, una doppia paga e una gran quantità di frumento, vesti, cibo e decorazioni militari.